# A Very New Found Glory Christmas
A Very New Found Glory Christmas — третій мініальбом американського поп-панк гурту New Found Glory, виданий 1 грудня 2012 року власними зусиллями учасників колективу. До платівки увійшли акустичні версії двох власних пісень колективу та три кавер-версії. Наклад платівки склав лише 2 000 примірників, які були видані на кассетах. 1 000 копій були продані під час концертного туру колективу, а інші 1 000 через їхній власний інтернет магазин. Згодом, 20 грудня 2012 року, New Found Glory представили пісню «Nothing for Christmas» через сервіси Rdio та Spotify після її дебюту під час туру у підтримку десятої річниці виходу альбому Sticks and Stones. Обкладинка альбому є пародією на постер фільму Сам удома.      

## Список пісень
| #  | Назва                                      | Автор                  | Тривалість |
| -- | ------------------------------------------ | ---------------------- | ---------- |
| 1. | «Nothing for Christmas»                    | New Found Glory        | 3:38       |
| 2. | «Ex-Miss»                                  | New Found Glory        | 3:39       |
| 3. | «White Christmas» (кавер Бінг Кросбі)      | Ірвінг Берлін          | 1:33       |
| 4. | «The Christmas Song» (кавер Нет Кінг Коул) | Мел Торме, Роберт Велш | 2:07       |
| 5. | «We Wish You a Merry Christmas»            | Колядка                | 1:23       |